# Каямаа
Ка́ямаа (эст. Kajamaa) — деревня в волости Саку уезда Харьюмаа, Эстония. По данным переписи населения 2021 года, число жителей деревни составляло 74 человека. Старейшина деревни — Велло Ээнсалу.

## География и описание
Расположена в северной части Эстонии. Граничит с посёлками Саку и Кийза и деревней Каземетса. В 2014 году состояла из 18 хуторов.
Через Каямаа протекает река Вяэна. Высота над уровнем моря — 54 метра.
Климат умеренный. Официальный язык — эстонский. Почтовый индекс — 75504.

## Население
По данным [[Перепись населения Эстонии (2021|переписи населения 2021 года, в Каямаа насчитывалось 74 жителя, из них 70 (94,6 %) — эстонцы.
По данным переписи населения 2011 года, число жителей деревни составляло 61 человек, из них 55 (90,2 %) — эстонцы.
Численность населения деревни Каямаа по данным переписей населения:
| Год  | 1959 | 1970 | 2000 | 2011 | 2021 |
| ---- | ---- | ---- | ---- | ---- | ---- |
| Чел. | 65   | ↗ 52 | ↘ 29 | ↗ 61 | ↗ 74 |

## История
Первые упоминания о деревне содержатся в Датской поземельной книге 1241 года. В 1438 году упоминается Kaygemeke, в 1499 году — Kayenmecki, в 1561 году — Keyemecke, в 1725 году — Kajameggi.
В 1690 году в деревне было 7 хуторов. После образования волости Саку во второй половине XIX века Каямаа фактически стала волостным центром. В 1866 году здесь были построены здания волостного собрания, суда и Сакуская волостная школа — первое учебное заведение в волости. Школа носила такое название до 1944 года, когда была переименована в Начальную школу Каямаа. В 1890 году был открыт народный дом.
В 1798 году, в атласе Меллина, деревня упоминается как Kalama, на письме до XIX века также использовалось название Kajamägi.
На военно-топографических картах Российской империи (1846–1863 годы), в состав которой входила Эстляндская губерния, деревня обозначена как Кайама. В источниках 1922 года и 1950—1960 годов название деревни писалось как Karjamaa (Карьямаа), в источниках 1997—1998 годов встречается название Kajama.
В 1977–1997 годах Каямаа была частью деревни Тыдва.
На территории Каямаа были обнаружены остатки поселения бронзового века. Это место представляет археологическую ценность и охраняется государством.

## Инфраструктура
В деревне есть детский сад и школа, предоставляющая образование с первого по шестой классы. Функционирует общество пенсионеров. В Каямаа работает одна из четырёх библиотек волости.

## Спорт
В Каямаа находится клуб стрельбы из лука на местности и проводится открытый чемпионат Эстонии по полевой стрельбе из лука по правилам федерации IFAA.